# Hildegard Alstermark
Hildegard Amalia Fredrika Alstermark, senare gift Bågenholm, född 9 februari 1867 på Långs säteri i Grums socken, död 17 augusti 1963 i Örebro Nikolai församling, var en värmländsk herrgårdsfröken. Hon umgicks i kretsen kring Gustaf Fröding i Brunskogs socken på 1880-talet och är förebild till kvinnor i flera av hans tidiga dikter. Mest känd är hon som "Alice" i dikten "Vackert väder ur Gitarr och dragharmonika".

## Biografi
Hildegard Alstermarks föräldrahem Berga låg, liksom Gustaf Frödings systers gård Slorudsborg, i närheten av Brunskogs kyrka och de två umgicks tillsammans med övriga prästgårds- och herrgårdsungdomar i trakten. Den 30 januari 1887 framförde Fröding ett skriftligt frieri till Hildegard. Trots att hon inte svarade tolkade Fröding det som att de var hemligt förlovade.
Hon gifte sig med stationsskrivaren Carl Axel Bågenholm (1866–1918). Makarna är gravsatta på Nikolai kyrkogård i Örebro.